# Кућни миш
Кућни миш или домаћи миш (лат. Mus musculus) је глодар из породице мишева (Muridae) и најраспрострањенији сисар после човека. 

## Опис
Храни се веома разнолико, а живи у породичној групи, састављеној од доминантног мужјака и неколико женки. Кућни мишеви комуницирају цичањем, а територију обележавају мирисом и мокраћом. Полну зрелост достижу за 8—10 недеља, трудноћа траје од 18 до 24 дана, а у најбољим годинама женка може да има до 10 легла. 
Кућног миша многи људи одгајају као кућног љубимца, а користи се и као огледна животиња за експерименте.

## Станиште
Кућни миш је изразито синантропна врста која своје станиште налази у кућама, шталама, оставама, магацинима, ређе њивама и шумама. Врста је распрострањена свуда по свету укључујући и изузетно непогодне биотопе као што су тундре и пустиње, ово широко распрострањење је резултате њихове блискости са људима.

### Склоништа
Мишеви у природи живе у пукотинама стена или у сложеним пподземним јазбинама изграђеним од великог броја ходника, гнезда и просторија у којима складиште храну. У човековој непосредној близини ове животиње своја склоништа праве од папира, крпа, тканина и од већине других меканих материјала које проналазе у људским насеобинама.

## Исхрана
Кућни миш је сваштојед, у природи се већином храни биљном материјом и инсектима, а у људским насеобинама његова исхрана зависи од људи и већином је сачињена од отпадака хране.